# KHB
KHB hay Higashinippon Broadcasting Co.,Ltd. (株式会社東日本放送 Kabushiki-gaisha Higashinippon Hōsō) là mạng truyền hình địa phương Nhật Bản có trụ sở tại thành phố Sendai, tỉnh Miyagi. Thành lập vào ngày 30 tháng 10 năm 1974. KHB là thành viên liên kết với mạng truyền hình All-Nippon News Network.